# Centro Nazionale di Studi Leopardiani
Il Centro Nazionale di Studi Leopardiani  è un'istituzione italiana con sede a Recanati. Fondata nel 1937, nel primo centenario della morte del poeta, si prefigge di promuovere ricerche e studi sulla figura di Giacomo Leopardi.

## Storia

### 1937-1970: La nascita del CNSL e l'edificio
Il Centro Nazionale di Studi Leopardiani fu istituito il 1 luglio 1937 per Regio Decreto n. 1335 del 1º luglio 1937, in vista del primo centenario della morte di Giacomo Leopardi, al fine di "promuovere e favorire gli studi e le ricerche intorno alla vita e alle opere di Giacomo Leopardi e ai movimenti culturali e all’ambiente storico che si connettono alla sua persona e all’opera sua”. Nello stesso anno iniziarono i lavori di costruzione dell'edificio sede dell'istituzione, collocato a lato di Palazzo Leopardi ed all'ingresso del parco del Monte Tabor. Il nuovo edificio era disegnato da Guglielmo De Angelis d'Ossat. La nuova sede inaugurò nel 1940, dopo la collocazione della lapide con altorilievo realizzata da Lanfranco Cozza e dedicata al poeta, precedentemente posta presso la sala della Sapienza dell'Università degli studi di Roma. La foresteria, in un primo momento progettata ex-novo in una dependance dall'architetto Filiberto Sbardella su invito di Umberto Bosco, fu invece successivamente realizzata tra gli anni '60 e '70 presso un edificio limitrofo al Centro Studi.

### 2017-in poi: Il CNSL e L'Orto sul Colle dell'Infinito
Nel 2017 il Centro Nazionale di Studi Leopardiani, unitamente al Comune di Recanati, al Centro Mondiale della Poesia e della Cultura Giacomo Leopardi, firmano un accordo con il FAI - Fondo Ambiente Italiano per la concessione e la gestione di una parte degli spazi del CNSL e della parte del Colle dell'Infinito anticamente compreso come giardino all'interno del Monastero di Santo Stefano, luogo in cui Giacomo Leopardi avrebbe ambientato la poesia L'infinito. Inizia così un periodo di restauro dell'area ad opera del FAI e su progetto dall’architetto Paolo Pejrone. L'area museale viene così inaugurata alla presenza del Presidente della Repubblica Sergio Mattarella e del Ministero dei Beni e delle Attività Culturali e del Turismo Dario Franceschini il 26 settembre 2019, in un percorso espositivo multimediale diviso in 5 atti e narrato dalle voci di Lella Costa e Massimo Popolizio, che si conclude nell'Orto situato sulla cima del Monte Tabor.

## Presidenza
- Manfredi Porena (1937-1941)
- Ettore Leopardi (1941-1945)
- Biagio Biagetti (1945-1948)
- Romeo Vuoli (1948-1959)
- Umberto Bosco (1959-1987)
- Franco Foschi (1987-2007)
- Anna Leopardi (2007-2008)
- Fabio Corvatta (2008-in poi)